# Parc national naturel El Tuparro
Le parc national naturel El Tuparro (espagnol : Parque Nacional Natural El Tuparro) est un parc national colombien situé dans le département de Vichada dans la région de l'Orénoquie. C'est la seule zone protégée des plaines orientales (Llanos Orientales) du système de parcs naturels nationaux colombien.
Une des principales attractions est la rivière tumultueuse Raudal de Maypures, appelé la « huitième merveille du monde » par l'explorateur allemand Alexander von Humboldt dans les années 1800.

## Géographie
La zone est traversée par l'Orénoque à l'est, le Río Tomo au nord et le Río Tuparro au sud. Elle se situe intégralement sur le territoire de la municipalité de Cumaribo. Le parc fut créé en 1970 et reconnu monument national en 1982. Il couvre une superficie de 548 000 hectares. En plus des deux types d'écosystèmes naturels du parc, savane inondée ou non, il existe également cinq types de forêt riveraine.

## Climat
La moyenne annuelle de précipitations est de 2 477 mm dans la partie ouest et 2 939 mm dans la partie est. La température moyenne est de 27 °C. La savane recouvre 75 % de la zone, le reste étant occupé par une forêt galerie. Les plantes prédominantes incluent des aguajes et des Caraipa llanorum. La végétation dominante de la savane non-inondée est l'herbe.

## Biodiversité
Le parc abrite 74 espèces de mammifères, 320 espèces d'oiseaux (dont beaucoup sont des espèces marines), 17 espèces de reptiles, 26 espèces de poissons et cinq espèces de primates. Les amphibiens sont particulièrement diversifiés en raison de la grande variété d'écosystèmes dans la zone. Les oiseaux notables sont les pénélopinés, hoccos, anhimidae, aigles et canards. Les mammifères occupant la savane sont les cerfs de Virginie, tatous géants, tatous des savanes, et tapirs. Pecaris, pumas et jaguars vivent dans les forêts.